# NGC 6491
NGC 6491 (другие обозначения — NGC 6493A, IRAS17494+6132, UGC 11008, ZWG 300.80, MCG 10-25-103, PGC 60949) — галактика в созвездии Дракон.
Этот объект занесён в новый общий каталог несколько раз, с обозначениями NGC 6491, NGC 6493A.
Этот объект входит в число перечисленных в оригинальной редакции «Нового общего каталога».